# هيللو دارلينغ
مرحبا عزيزتي (بالإنجليزية: Hello Darling)‏ هو فيلم كوميدي هندي للمخرج مانوج تيواري وبطولة نسوية خالصة، مع سيلينا جيتلي، إيشا كوبيكار وجال بانج، بالإضافة للدور الثانوي الممثل جافيد جيفري. صدر الفيلم رسميًا وعرض في القاعات السينمائية في 27 من أغسطس 2010 من طرف شركة موكتا آرتس.

## روابط خارجية
- هيللو دارلينغ على موقع IMDb (الإنجليزية)
- هيللو دارلينغ على موقع روتن توميتوز (الإنجليزية)
- هيللو دارلينغ على موقع قاعدة بيانات الفيلم (الإنجليزية)
- هيللو دارلينغ على موقع ليتربوكسد (الإنجليزية)
- هيللو دارلينغ على موقع كينوبويسك (الروسية)